# Alex Meyer
Alexander Meyer, detto Alex (Rochester, 5 luglio 1988), è un nuotatore statunitense specializzato nel nuoto in acque libere e su lunghe distanze.
Ha vinto una medaglia d'oro nel mondiale 2010 nella specialità 25 km in acque libere. Ha fatto parte della squadra olimpica statunitense per i giochi olimpici di Londra 2012, dove ha gareggiato nella 10 km in acque libere, conclusa al 10º posto.

## Gioventù
Meyer è nato a Rochester (Minnesota). Ha iniziato a nuotare agonisticamente all'età di 7 anni a Glens Falls (New York). Assieme alla famiglia si trasferì ad Ithaca (New York) quando aveva 11 anni. Ad Ithaca Meyer nuotò per la Ithaca Aquatics Club, iscrivendosi poi nella squadra di nuoto dell'high school quando era in settima classe. Durante gli anni della high school fu per quattro volte nuotatore All-American. Vinse per due volte consecutive il titolo dello stato di New York, durante gli ultimi due anni.

## Università
Meyer ha frequentato l'Università di Harvard, dove si è laureato in biologia evoluzionaria umana. Ad Harvard nuotò per la squadra di Harvard Crimson, e fece parte per due volte della selezione della Ivy League. Ha gareggiato per due stagioni al campionato NCAA Division I Championships. Nel suo secondo anno Meyer si è qualificato per gli USA Olympic Trials di nuoto del 2008, sia per i 400 m che per i 1500 m stile libero. Ai Campionati mondiali di nuoto 2009 fu squalificato nella 25 km. Durante il quarto ed ultimo anno Meyer fu co-capitano della squadra maschile, e fu nominato All-America grazie al 14º posto nel torneo NCAA Division I. Quell'anno ricevette anche l'Harold S. Ulen Award ed il Phil Moriarty Award.

## Carriera internazionale
Dopo la laurea conseguita ad Harvard, Meyer rimase nella zona di Boston, ed oggi (2010) si allena con la Crimson Aquatics, allenato dal coach di Harvard Tim Murphy. L'estate successiva alla laurea ha vinto la prima medaglia d'oro internazionale al Campionati mondiali di nuoto in acque libere 2010, nei 25 km. L'anno seguente Meyer ha partecipato all'Open Water Grand Prix ed alla coppa del mondo. Nel giugno 2011 ha vinto di nuovo l'oro nel campionato statunitense di 10 km in acque libere, che gli è valso la partecipazione al campionato del mondo 2011 di Shanghai, Cina. Meyer si è piazzato quarto a Shanghai, diventando il primo statunitense a qualificarsi per le olimpiadi di Londra 2012.

## Famiglia
I genitori di Meyer erano entrambi nuotatori. Il padre Steve era nuotatore e tuffatore allo Hobart and William Smith Colleges, e la madre Shawn nuotava per la University of Georgia. Ha un fratello, Sam, giocatore di hockey su ghiaccio.

## Palmarès
- Mondiali di nuoto

Kazan 2015: argento nei 25 km.
- Mondiali in acque libere

Roberval 2010: oro nei 25 km.

## Altri risultati
Campionati del mondo USA in acque libere
- 2008- 5k, 10t°
- 2009- 10 K, 4º
- 2011- 10 K, medaglia d'oro

Olympic Trials
- 2008- 1500 stile libero, 34º

Campionati nazionali USA
- 2007- 1500 stile libero, 15º

Campionati NCAA
- 2010- 1650 stile libero, 14º

High School
- 2005- 500 stile libero, campione statale di New York
- 2006- 500 stile libero, campione statale di New York